# Polski Związek Motorowodny i Narciarstwa Wodnego
Polski Związek Motorowodny i Narciarstwa Wodnego (ang. Polish Motorboat and Water Ski Association, fr.Federation Motonautique et de Ski Nautique de Pologne) –, polski związek sportowy, organizacja działająca na podstawie ustawy o sporcie i o stowarzyszeniach. Jest członkiem międzynarodowych federacji sportowych uznawanych przez Międzynarodowy Komitet Olimpijski: UIM (Union International Motonautique) i IWWF (International Waterski & Wakeboarding Federation). jest również członkiem: Polskiego Komitetu Olimpijskiego (jako członek zwyczajny od 2014 roku; wcześniej jako członek wspierający) i Polskiego Komitetu Sportów Nieolimpijskich oraz Polskiej Izby Przemysłu Jachtowego i Sportów Wodnych – Polskie Jachty. Związek działa na rzecz sportu motorowodnego, skuterów wodnych, narciarstwa wodnego i wakeboardu. Zrzesza kluby i zawodników uprawiających te dyscypliny, a także opiekuje się i prowadzi kadry narodowe. Związek organizuje zawody rangi Mistrzostw Polski, Pucharu Polski, Mistrzostw Świata, Mistrzostw Europy i Pucharu Europy. Zajmuje się wydawaniem uprawnień motorowodnych (patentów i licencji), dokonuje rejestracji i przeglądów technicznych łodzi motorowych.

## Dyscypliny sportowe pod opieką PZMWiNW
Sport motorowodny – termin ten określa wszelkie konkurencje sportowe, których wspólną cechę stanowi wykorzystanie silnika w łodziach, służących do współzawodnictwa sportowego lub rekreacji. Dyscyplina obejmuje wyścigi na łodziach klas otwartych (wyścigowych) oraz sportowych. Poszczególne klasy sportowe i wyścigowe łodzi określają między innymi takie istotne parametry: pojemność silnika, wymiary, waga, rodzaj kadłuba. W Polsce najpopularniejsze są tak zwane wyścigi po obwodzie, które polegają na pokonywaniu określonej liczy okrążeni o minimalnej długości 1500 metrów, i maksymalnej długości prostej 850 metrów. Zawody są organizowane na specjalnie homologowanych akwenach, które między innymi określają limit startujących łodzi w jednym wyścigu. Z myślą o najmłodszych zawodnikach została stworzona „Formuła Przyszłości” – rywalizacja odbywa się tu w sześciu klasach: Delfin (6–7 lat), C1 (8–9 lat), C2 (10–11 lat), C3 (12–13 lat), C4 (14–15 lat) C5 (16–18 lat). Zawodnicy startują na łodziach typu RIB wyposażonych w silniki zaburtowe od 5 do 15 koni mechanicznych (w zależności od klasy). W każdych zawodach wyznaczone są trzy obowiązkowe etapy rywalizacji – treningi, manewrowanie (połączone z testem wiązania węzłów) oraz slalom równoległy. W sporcie motorowodnych rozgrywa się też wyścigi morskie, toczy się także rywalizacja w nawigacji i manewrowaniu. Światową organizacją odpowiedzialną za sport motorowodny i uznawaną przez Międzynarodowy Komitet Olimpijski jest Union Internationale Motonautique (UIM), której członkiem jest Polski Związek Motorowodny i Narciarstwa Wodnego.
Narciarstwo wodne – to dyscyplina sportowa polegająca na jeździe na jednej lub dwóch nartach po wodzie za wyciągiem lub za motorówką. Podczas zawodów rozgrywane są trzy konkurencje: slalom, jazda figurowa oraz skoki.
Slalom. Narciarz ma za zadanie ominąć po zewnętrznej 6 boi (trzy po lewej, trzy po prawej stronie jego toru jazdy), przy maksymalnej prędkości 58 km/h (mężczyźni) lub 55 km/h (kobiety). Początkowa długość linki holowniczej, którą trzyma narciarz to 18,25 metra; w kolejnych przejazdach skraca się linkę (aż do upadku narciarza), reguluję się także prędkość z jaką porusza się narciarz. Do kolejnej rundy przechodzą zawodnicy, którzy ukończą cały przejazd toru slalomowego zakończony oznaczoną bojami bramką. O zwycięstwie decyduje suma prawidłowo ominiętych boi na jak najkrótszej lince holowniczej.
Jazda figurowa. Przejazd narciarza po wodnym torze bez żadnych przeszkód, podczas którego zawodnik wykonuje punktowane przez sędziów figury. Do wyniku zawodnika liczonych jest czternaście najwyżej ocenionych figur. Prędkość przejazdu jest dowolna (w zależności od upodobań i umiejętności zawodnika) i waha się od około 26 do około 36 km/h. Również czas przejazdu nie jest w tym momencie ograniczony.
Skoki na odległość. Obliczane z ogromną dokładnością na podstawie pomiarów kątów. Długość linki holowniczej to 23 m. Maksymalna prędkość wyciągu w kategorii Open to 57 km/h dla mężczyzn i 54 km/h dla kobiet, ale najlepsi zawodnicy potrafią osiągać prędkość najazdu na skocznię przekraczającą 110 km/h i oddają skoki powyżej 60 metrów. Regulowana jest także wysokość skoczni. Jej próg w kategorii open mężczyzn może mieć wysokość 165 lub 180 cm, a w przypadku kobiet 150 lub 165 cm.
Trójkombinacja. To klasyfikacja generalna podsumowująca wyniki zawodników osiągane we wszystkich trzech konkurencjach. Dzięki niej wyłania się najbardziej wszechstronnych narciarzy wodnych.
Światową organizacją odpowiedzialną za narciarstwo wodne i uznawaną przez Międzynarodowy Komitet Olimpijski jest International Waterski & Wakeboard Federation (IWWF), której członkiem jest Polski Związek Motorowodny i Narciarstwa Wodnego.
Skutery wodne – jest to odmiana sportu motorowodnego. Rywalizacja odbywa się na jednostkach, których wspólną cechą jest pozycja kierowcy i napęd. Pilot – podobnie jak w motocyklu szosowym – do kierowania skuterem wodnym wykorzystuje poziomy drążek kierowniczy, a do regulacji prędkości służą specjalne manetki na kierownicy. Jednostki wyposażone są w silniki spalinowe współpracujące z pędnikiem wodno – odrzutowym. Skutery wodne charakteryzują się bardzo dużą zwrotnością i łatwością manewrowania. W rywalizacji sportowej wykorzystywane są zarówno skutery stojące, jak i siedzące. Podczas zawodów rozgrywane są wyścigi po obwodzie (na torze wyznaczonym kilkudziesięcioma bojami), slalom równoległy oraz jazda dowolna, czyli „freestyle”. Światową organizacją odpowiedzialną za sport motorowodny i uznawaną przez Międzynarodowy Komitet Olimpijski jest Union Internationale Motonautique (UIM), której członkiem jest Polski Związek Motorowodny i Narciarstwa Wodnego.
Wakeboard i wakeskate – to stosunkowo młode dyscypliny. Wakeboard powstała w latach 80. XX wieku w Stanach Zjednoczonych. Jest połączeniem nart wodnych, deskorolki i surfingu. Przez wielu jest potocznie nazywany „snowboardem na wodzie”. Rywalizacja zawodników odbywa się za motorówką lub za wyciągiem w formule „freestyle”. Podczas przejazdu sędziowie oceniają ewolucje (tzw. „tricki”) na płaskiej wodzie bądź na elementach wakeparku, czyli specjalnie zaprojektowanych przeszkodach. Pochodną wakeboardu jest wakeskate (deska bez wiązań mocujących buty). Powstają też nowe dyscypliny, które są pochodnymi wakeboardu – jedną z nich jest wakesurf, który polega na płynięciu po fali, którą wytwarza motorówka. Światową organizacją odpowiedzialną za wakeboard i wakeskate i uznawaną przez Międzynarodowy Komitet Olimpijski jest International Waterski & Wakeboard Federation (IWWF), której członkiem jest Polski Związek Motorowodny i Narciarstwa Wodnego.

## Międzynarodowe sukcesy sportowe
Zawodnicy zrzeszeni w Polskim Związku Motorowodnym i Narciarstwa Wodnego (startujący z licencjami sportowymi PZMWiNW) odnoszą ogromne sukcesy na arenie międzynarodowej, zdobywając w każdym sezonie od kilku do kilkudziesięciu medali MŚ i ME.
- 2014 r. – 24 medale MŚ i ME
- 2015 r. – 21 medali MŚ i ME
- 2016 r. – 15 medali MŚ i ME
- 2017 r. – 20 medali MŚ i ME
- 2018 r. – 12 medali MŚ i ME
- 2019 r. – 29 medali MŚ i ME
- 2020 r. – 3 medale ME (sezon ograniczony z uwagi na pandemię COVID-19)
- 2021 r. – 22 medale MŚ i ME
- 2022 r. – 31 medali MŚ i ME

## Rys historyczny
Związek powstał 24 listopada 1957 jako Polski Związek Motorowodny (PZMW) z Sekcji Motorowodnej działającej przy Głównym Komitecie Kultury Fizycznej i Sportu. W 1973 roku zmieniono nazwę na obecną (Polski Związek Motorowodny i Narciarstwa Wodnego; PZMWiNW) oraz powołano wiceprezesa ds. narciarstwa wodnego. Była to tylko zmiana formalna, ponieważ narciarstwo wodne od początku było związane PZMW.
Przez ponad 60 lat swojej działalności Związek prężnie się rozwija. Wzrosła liczba klubów sportowych oraz związków okręgowych – w 1973 był tylko jeden, w chwili obecnej jest ich kilkanaście. Do dynamicznego rozwoju dyscyplin zrzeszonych w związku przyczyniła się liberalizacja wyjazdów zagranicznych po 1989, dzięki czemu wielu zawodników zaczęło startować w zawodach rangi mistrzostw świata i Europy.
Przedstawiciele Polskiego Związku Motorowodnego i Narciarstwa Wodnego stale uczestniczą w pracach UIM (Union Internationale Motonautique) oraz IWWF (International Waterski & Wakeboard Federation). Prezes Honorowy Związku Jerzy Czeszko pełnił funkcję wiceprezydenta UIM do 2014 roku, a podczas obrad 87. Walnego Zgromadzenia UIM, które odbyło się w dniach 20–26 października 2014 roku został Członkiem Honorowym Międzynarodowej Federacji Motorowodnej. Podczas 90. Kongresu Union Internationale Motonautique w październiku 2017 roku Jerzy Wojewoda został wybrany do Zarządu tej organizacji. W latach 1960–1983 wiceprezydentem UIM był Bohdan Mańkowski. Podczas 95. Zgromadzenia Ogólnego Międzynarodowej Unii Motorowodnej, które odbyło się w październiku 2022 roku (Fudżajra, Zjednoczone Emiraty Arabskie) do Komisji Technicznej UIM został wybrany ponownie Pan Jerzy Wojewoda, a do Komisji Sportowej UIM został wybrany Pan Wiktor Synoracki.
Związek ma też swoich przedstawicieli we władzach IWWF – Michał Moś jest stałym członkiem Rady Narciarstwa Wodnego za Wyciągiem konfederacji Europy i Afryki, a Marek Łojek jest stałym członkiem Rady Wakeboardu konfederacji Europy i Afryki.

## Misja i Wizja PZMWiNW
MISJA: jest tworzenie jak najlepszych warunków dla rozwoju sportu, rekreacji i turystyki wodnej w Polsce.
WIZJA (SPORT): Stworzenie możliwości do ciągłego rozwoju sportowego i podnoszenia umiejętności zawodnikom startującym z licencjami sportowymi Polskiego Związku Motorowodnego i Narciarstwa Wodnego. Prowadzenie współzawodnictwa krajowego (zawodów rangi mistrzowskiej) na najwyższym poziomie sportowym i organizacyjnym. Stwarzanie szans rozwoju i podnoszenia umiejętności dla kadry szkoleniowej oraz sędziów. Wyselekcjonowanie najlepszych zawodników w Polsce i zapewnienie im wszelkich możliwych warunków do osiągania sukcesów na arenie międzynarodowej. • Zdobywanie przez zawodników startujących z licencjami sportowymi Polskiego Związku Motorowodnego i Narciarstwa Wodnego medali mistrzostw świata i mistrzostw Europy. • Prowadzenie spójnej polityki informacyjnej dot. działalności sportowej Polskiego Związku Motorowodnego i Narciarstwa Wodnego, której celem jest kreowania wizerunku dyscyplin, jako sportów elitarnych.
WIZJA (TURYSTYKA I REKREACJA): Promocja zdrowego stylu życia. Wprowadzanie najwyższych standardów w zakresie szkolenia dla osób ubiegających się o uprawnienia motorowodne (patenty i licencje). Permanentne doszkalanie kadry instruktorskiej prowadzącej kursy na uprawnienia motorowodne. Prowadzenie działań ukierunkowanych na zwiększenie bezpieczeństwa na wodzie i nad wodą dla wszystkich użytkowników akwenów. Podnoszenie świadomości społeczeństwa w zakresie ochrony środowiska naturalnego. Upowszechnianie sportu i turystyki wodnej. Wprowadzanie innowacyjnych rozwiązań i projektów mających na celu zwiększenie dostępności turystyki wodnej.

## Cele statutowe PZMWiNW
- rozwój i popularyzacja sportów motorowodnych, narciarstwa wodnego i wakeboardu,
- organizowanie zawodów oraz imprez w zakresie sportu motorowodnego, narciarstwa wodnego i wakeboardu,
- organizowanie szkoleń, przeprowadzanie egzaminów oraz nadawanie stopni i licencji uprawniających do sportowego lub rekreacyjnego uprawiania motorowodniactwa i narciarstwa wodnego w tym także licencji sędziowskich i instruktorskich,
- prowadzenie działalności wychowawczej w zakresie rozbudzania zainteresowań problemami gospodarki wodnej, śródlądowej i morskiej,
- upowszechnianie wiedzy o ochronie środowiska naturalnego i czynne wspieranie działań podejmowanych w tej dziedzinie przez instytucje rządowe i społeczne,
- wspieranie działalności Okręgowych Związków oraz Klubów motorowodnych, narciarstwa wodnego i wakeboardu.